# Karl Alexander Seidel

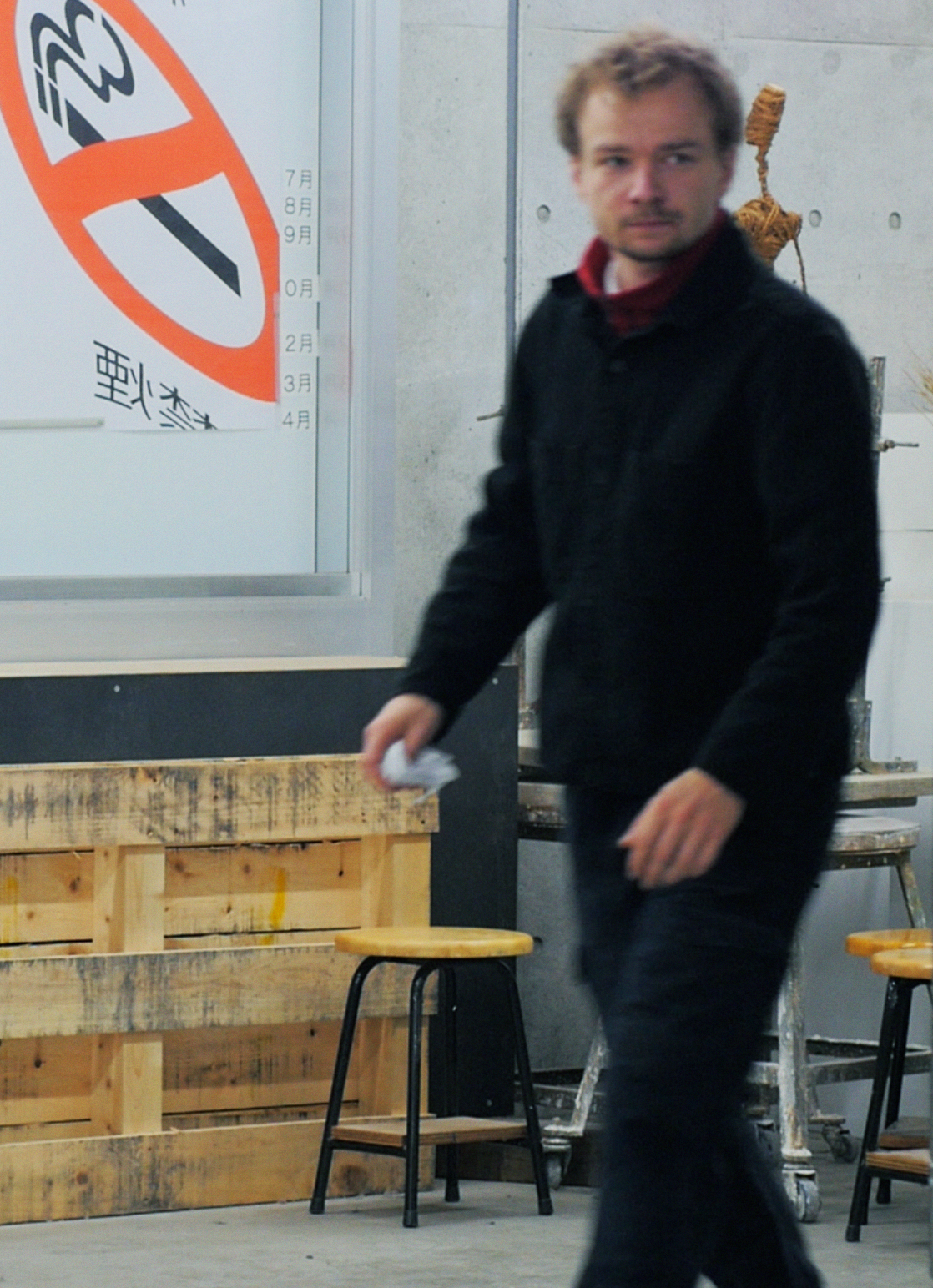
Karl Alexander Seidel (2022)

Karl Alexander Seidel (* November 1995 in Berlin) ist ein deutscher Musiker, Künstler und ehemaliger Schauspieler. Er ist der Bruder von Maximilian und Benjamin Seidel.

## Leben
Seinen ersten Fernsehauftritt hatte er 2002 in einer Folge der Kriminalreihe Tatort. Es folgten zahlreiche weitere Haupt- und Nebenrollen in Kinofilmen und Fernsehproduktionen. Wegen seiner Bekanntheit als Nachwuchsschauspieler wurde er für Werbespots von der Deutschen Bahn, Rama, Miele, Vodafone und Ikea engagiert. Außerdem war er als Synchronsprecher an mehreren US-amerikanischen Spielfilmen beteiligt (Aliens vs Predator 2, Nachts im Museum...)
Aufgrund seines stetig abnehmenden Interesses, entschied er sich 2016 dazu, die Arbeit als Schauspieler zu beenden und wandte sich zunehmend anderen künstlerischen Aktivitäten zu. Im Debütfilm LOMO - The Language Of Many Others der Regisseurin Julia Langhof war er 2017 zum letzten Mal auf der Leinwand zu sehen.
Seit 2019 studiert er Bildende Kunst in der Klasse von Manfred Pernice an der Universität der Künste in Berlin. Als Musiker ist er unter verschiedenen Pseudonymen im Bereich der experimentellen Elektronischen Musik tätig. 2020 stellte er zum ersten Mal im Rahmen einer Gruppenausstellung in Seoul aus.

## Diskografie (Auswahl)
- Solo
  - 2021 - ccctyyy - Reappearance (Tax Free Records)
  - 2019 - DJ Neumann - Rare Appearance (Tax Free Records)

- als Bandmitglied
  - 2020 - 2morph - II (Tax Free Records)
  - 2019 - 2morph - Panaceum (Good Morning Tapes)

## Ausstellungen
- DDDD Group Exhibition - 탈영역우정국 (Post Territory Ujeongguk) - Seoul, Südkorea

## Filmografie (Auswahl)
- 2003: Tatort – Stiller Tod
- 2003: Tatort – Der Schächter
- 2003: Die Farbe der Seele
- 2005: Happy End[3]
- 2006: Dresden (zweiteiliger Fernsehfilm)
- 2006: Nicht alle waren Mörder (Fernsehfilm)
- 2006: Der die Tollkirsche ausgräbt
- 2006: Ein Hauptgewinn für Papa
- 2007: Hände weg von Mississippi
- 2008: Wenn wir uns begegnen (Fernsehfilm)
- 2008: Operation Walküre – Das Stauffenberg-Attentat
- 2009: Lippels Traum
- 2010: Drei
- 2011: Tage die bleiben
- 2011: Inklusion – gemeinsam anders
- 2013: Zeit der Helden
- 2017: LOMO – The Language of Many Others

## Preise
- Ohrkanus-Hörbuch- und Hörspielpreis, Nachwuchspreis für seine Rolle als Okay in Team X-Treme[4]